# Danh sách phim điện ảnh Hàn Quốc năm 2012
Đây là danh sách bộ phim điện ảnh Hàn Quốc đã được phát hành tại rạp trong nước vào năm 2012.

## Doanh thu phòng vé
Các bộ phim Hàn Quốc có doanh thu cao nhất được phát hành vào năm 2012, tính theo tổng doanh thu phòng vé nội địa, như sau:
| Thứ hạng | Tiêu đề                              | Đơn vị phân phối         | Tổng doanh thu nội địa |
| -------- | ------------------------------------ | ------------------------ | ---------------------- |
| 1        | The Thieves                          | Showbox                  | $76,125,446            |
| 2        | Masquerade                           | CJ Entertainment         | $72,257,849            |
| 3        | A Werewolf Boy                       | CJ Entertainment         | $37,866,570            |
| 4        | The Tower                            | CJ Entertainment         | $30,602,201            |
| 5        | Nameless Gangster: Rules of the Time | Showbox                  | $29,696,040            |
| 6        | The Grand Heist                      | Next Entertainment World | $28,130,614            |
| 7        | All About My Wife                    | Megabox Plus M           | $27,813,464            |
| 8        | Deranged                             | CJ Entertainment         | $26,149,168            |
| 9        | Architecture 101                     | Lotte Cultureworks       | $24,577,475            |
| 10       | Dancing Queen                        | CJ Entertainment         | $24,486,612            |

## Phát hành
| Phát hành   | Tiêu đề                                                 | Tiêu đề tiếng Hàn                                   | Đạo diễn                                                                  | Diễn viên | Tham khảo |
| ----------- | ------------------------------------------------------- | --------------------------------------------------- | ------------------------------------------------------------------------- | --- | --------- |
| 5 tháng 1   | Wonderful Radio                                         | 원더풀 라디오                                       | Kwon Chil-in                                                              | Lee Min-jung, Lee Jung-jin | [ 2 ]     |
| 12 tháng 1  | Jesus Hospital                                          | 밍크코트                                            | Lee Sang-cheol, Shin A-ga                                                 | Hwang Jung-min, Kim Mi-hyang, Han Song-hee | [ 3 ]     |
| 12 tháng 1  | The Outback                                             | 코알라 키드: 영웅의 탄생                            | Lee Kyung-ho                                                              | (Lồng tiếng Hàn Quốc) Lee Taemin, Sunny | [ 4 ]     |
| 18 tháng 1  | Dancing Queen                                           | 댄싱 퀸                                             | Lee Seok-hoon                                                             | Uhm Jung-hwa, Hwang Jung-min | [ 5 ]     |
| 18 tháng 1  | Never Ending Story                                      | 네버 엔딩 스토리                                    | Jung Yong-ju                                                              | Uhm Tae-woong, Jung Ryeo-won | [ 6 ]     |
| 18 tháng 1  | Pacemaker                                               | 페이스메이커                                        | Kim Dal-joong                                                             | Kim Myung-min, Ahn Sung-ki, Go Ara | [ 7 ]     |
| 18 tháng 1  | Unbowed                                                 | 부러진 화살                                         | Chung Ji-young                                                            | Ahn Sung-ki, Park Won-sang | [ 8 ]     |
| 26 tháng 1  | Speckles: The Tarbosaurus                               | 점박이: 한반도의 공룡                               | Han Sang-ho                                                               | Lee Hyung-suk, Shin Yong-woo, Gu Ja-hyeong | [ 9 ]     |
| 1 tháng 2   | Papa                                                    | 파파                                                | Han Ji-seung                                                              | Park Yong-woo, Go Ara | [ 10 ]    |
| 2 tháng 2   | Nameless Gangster: Rules of the Time                    | 범죄와의 전쟁                                       | Yoon Jong-bin                                                             | Choi Min-sik, Ha Jung-woo | [ 11 ]    |
| 2 tháng 2   | 2 Lines                                                 | 두 개의 선                                          | Jimin                                                                     | |           |
| 16 tháng 2  | Howling                                                 | 하울링                                              | Yoo Ha                                                                    | Song Kang-ho, Lee Na-young | [ 12 ]    |
| 23 tháng 2  | The Angel's Breath                                      | 천사의 숨소리                                       | Han Ji-won                                                                | Kim Yeong-seon, Han Ji-won | [ 13 ]    |
| 23 tháng 2  | Bolts and Blip                                          | 볼츠와 블립                                         | Peter Lepeniotis                                                          | (Lồng tiếng Hàn Quốc) Kim Il, Choi Jeong-ho |           |
| 29 tháng 2  | Comic Book Store 3D                                     | 만화방3D                                            | Heo Jae-hyeong                                                            | Lee Eun-mi, Jung Yi-kyul |           |
| 29 tháng 2  | Love Fiction                                            | 러브픽션                                            | Jeon Kye-soo                                                              | Ha Jung-woo, Gong Hyo-jin | [ 14 ]    |
| 29 tháng 2  | Welcome Back to the Beast Airline 3D                    | 비스트 앵콜 콘서트 3D                               | Son Seok                                                                  | Beast |           |
| 1 tháng 3   | Hoya (Eighteen and Nineteen)                            | 열여덟,열아홉                                       | Bae Kwang-su                                                              | Yoo Yeon-seok, Baek Jin-hee |           |
| 1 tháng 3   | Stateless Things                                        | 줄탁동시                                            | Kim Kyung-mook                                                            | Lee Paul, Yeom Hyun-joon | [ 15 ]    |
| 8 tháng 3   | Choked                                                  | 가시                                                | Kim Joong-hyeon                                                           | Uhm Tae-goo, Park Se-jin, Kil Hae-yeon | [ 16 ]    |
| 8 tháng 3   | The Dearest                                             | 은실이                                              | Kim Sun-ah, Park Se-hee                                                   | Hwang Eun-jin, Han Hyo-jeong |           |
| 8 tháng 3   | Helpless                                                | 화차                                                | Byun Young-joo                                                            | Kim Min-hee, Lee Sun-kyun, Jo Sung-ha | [ 17 ]    |
| 8 tháng 3   | Mirage                                                  | 밀월도 가는 길                                      | Yang Jung-ho                                                              | Moon Jeong-woong, Shin Jae-seung, Kim Tae-yoon |           |
| 8 tháng 3   | Romance Joe                                             | 로맨스 조                                           | Lee Kwang-kuk                                                             | Kim Young-pil, Shin Dong-mi, Lee David, Lee Chae-eun | [ 18 ]    |
| 8 tháng 3   | Sympathy for Us                                         | 태어나서 미안해                                     | Choi Young-seok                                                           | Im Joon-sik, Im Chae-seon, Kim Sang-ho |           |
| 8 tháng 3   | Talking Architect                                       | 말하는 건축가                                       | Jeong Jae-eun                                                             | Chung Guyon | [ 19 ]    |
| 15 tháng 3  | The Beat Goes On                                        | 청춘 그루브                                         | Byun Sung-hyun                                                            | Bong Tae-gyu, Lee Yeong-hoon, Kwak Ji-min |           |
| 15 tháng 3  | Gabi                                                    | 가비                                                | Chang Yoon-hyun                                                           | Kim So-yeon, Joo Jin-mo, Park Hee-soon | [ 20 ]    |
| 15 tháng 3  | Home Sweet Home                                         | 홈 스위트 홈                                        | Moon Si-hyun                                                              | Kim Young-hoon, Yoo Ae-kyung |           |
| 15 tháng 3  | Pink                                                    | 핑크                                                | Jeon Soo-il                                                               | Lee Seung-yeon, Seo Gap-sook | [ 21 ]    |
| 22 tháng 3  | Architecture 101                                        | 건축학개론                                          | Lee Yong-ju                                                               | Uhm Tae-woong, Han Ga-in, Lee Je-hoon, Bae Suzy | [ 22 ]    |
| 22 tháng 3  | Hand in Hand                                            | 해로 - 偕老                                         | Choi Jong-tae                                                             | Joo Hyun, Ye Soo-jung |           |
| 22 tháng 3  | Love Call                                               | 러브콜                                              | Kim Sam-ryeok                                                             | Cha Soo-yeon, Yang Jin-woo, Choi Yu-hwa |           |
| 22 tháng 3  | Planet of Snail                                         | 달팽이의 별                                         | Yi Seung-jun                                                              | Cho Young-chan, Kim Soon-ho | [ 23 ]    |
| 29 tháng 3  | Over My Dead Body                                       | 시체가 돌아왔다                                     | Woo Seon-ho                                                               | Lee Beom-soo, Ryoo Seung-bum, Kim Ok-bin | [ 24 ]    |
| 5 tháng 4   | Mother                                                  | 어머니                                              | Tae Jun-seek                                                              | Lee So-sun |           |
| 11 tháng 4  | Doomsday Book                                           | 인류멸망보고서                                      | Yim Pil-sung, Kim Jee-woon                                                | ("A Brave New World") Ryoo Seung-bum, Go Joon-hee ("The Heavenly Creature") Kim Kang-woo, Kim Gyu-ri ("Happy Birthday") Jin Ji-hee, Song Sae-byeok | [ 26 ]    |
| 11 tháng 4  | The Scent                                               | 간기남                                              | Kim Hyeong-jun                                                            | Park Hee-soon, Park Si-yeon | [ 27 ]    |
| 19 tháng 4  | Duet                                                    | 듀엣                                                | Lee Sang-bin                                                              | Go Ah-sung, James Page |           |
| 19 tháng 4  | Forest of Time                                          | 시간의 숲                                           | Song Il-gon                                                               | Park Yong-woo, Rina Takagi | [ 28 ]    |
| 22 tháng 4  | The Day                                                 | 더 데이                                             |                                                                           | JYJ |           |
| 26 tháng 4  | 48 Hours Deviation                                      | 48시간의 일탈                                       | Lee Soong-hwan                                                            | Go Na-hye, Kim Jeong-ho |           |
| 26 tháng 4  | A Muse                                                  | 은교                                                | Jung Ji-woo                                                               | Park Hae-il, Kim Go-eun, Kim Mu-yeol | [ 29 ]    |
| 26 tháng 4  | Father Is a Dog                                         | 아버지는 개다                                       | Lee Sang-woo                                                              | Kwak Beom-taek, Lee Kwang-soo, Lee Si-ho, Kim Heon |           |
| 26 tháng 4  | Red Maria                                               | 레드 마리아                                         | Kyung-soon                                                                | |           |
| 26 tháng 4  | Spring, Snow                                            | 봄, 눈                                              | Kim Tae-gyun                                                              | Yoon Suk-hwa, Im Ji-kyu, Lee Geung-young |           |
| 26 tháng 4  | Tropical Manila                                         | 트로피컬 마닐라                                     | Lee Sang-woo                                                              | Kim Su-nam, Jerald de Vera |           |
| 3 tháng 5   | As One                                                  | 코리아                                              | Moon Hyun-sung                                                            | Ha Ji-won, Bae Doona | [ 30 ]    |
| 3 tháng 5   | Just Friends                                            | 저스트 프렌즈                                       | Ahn Chul-ho                                                               | Oh Yeon-seo, Lee Yeong-hoon |           |
| 10 tháng 5  | Duresori: The Voice of the East                         | 두레소리                                            | Cho Jung-rae                                                              | Kim Seul-ki, Jo Ah-reum |           |
| 10 tháng 5  | The Strangers                                           | 이방인들                                            | Choi Yong-suk                                                             | Han Soo-yeon, Yeo Hyun-soo |           |
| 17 tháng 5  | All About My Wife                                       | 내 아내의 모든 것                                   | Min Kyu-dong                                                              | Im Soo-jung, Lee Sun-kyun, Ryu Seung-ryong | [ 31 ]    |
| 17 tháng 5  | Granny Goes to School                                   | 할머니는 일학년                                     | Jin Kwang-gyo                                                             | Kim Jin-goo, Shin Chae-yeon |           |
| 17 tháng 5  | The Taste of Money                                      | 돈의 맛                                             | Im Sang-soo                                                               | Kim Kang-woo, Youn Yuh-jung, Kim Hyo-jin, Baek Yoon-sik | [ 32 ]    |
| 24 tháng 5  | Children of Heaven                                      | 천국의 아이들                                       | Park Heung-sik                                                            | Yoo Da-in, Park Ji-bin |           |
| 24 tháng 5  | Hello!                                                  | 안녕,하세요!                                        | Lim Tai-hyung                                                             | Lee Sang-bong |           |
| 24 tháng 5  | Monk Beopjeong's Chair                                  | 법정 스님의 의자                                    | Im Seong-gu                                                               | Monk Beopjeong, Choi Bool-am (dẫn chuyện) |           |
| 24 tháng 5  | U.F.O.                                                  | U.F.O.                                              | Kong Quee-hyun                                                            | Lee Ju-seung, Jeong Young-ki, Park Sang-hyuk |           |
| 30 tháng 5  | Runway Cop                                              | 차형사                                              | Shin Tae-ra                                                               | Kang Ji-hwan, Sung Yu-ri | [ 33 ]    |
| 31 tháng 5  | Don't Click                                             | 미확인 동영상: 절대클릭금지                         | Kim Tae-kyoung                                                            | Park Bo-young, Joo Won | [ 34 ]    |
| 31 tháng 5  | In Another Country                                      | 다른 나라에서                                       | Hong Sang-soo                                                             | Isabelle Huppert, Yoo Jun-sang | [ 35 ]    |
| 31 tháng 5  | Still Strange                                           | 엄마에게                                            | Lee Hong-jae                                                              | Jang Si-won, Choi Ji-hye |           |
| 6 tháng 6   | The Concubine                                           | 후궁: 제왕의 첩                                     | Kim Dae-seung                                                             | Jo Yeo-jeong, Kim Dong-wook, Kim Min-jun | [ 36 ]    |
| 7 tháng 6   | Super Star                                              | 슈퍼스타                                            | Lim Jin-sun                                                               | Kim Jung-tae, Song Sam-dong |           |
| 21 tháng 6  | 2 Doors                                                 | 두 개의 문                                          | Kim Il-ran, Hong Ji-you                                                   | | [ 37 ]    |
| 21 tháng 6  | The Heaven is Only Open to the Single!                  | 설마 그럴리가 없어                                  | David Cho                                                                 | Choi Yoon-so, Lee Neung-ryong |           |
| 21 tháng 6  | I AM.: SM Town Live World Tour in Madison Square Garden | 아이엠                                              | Choi Jin-sung                                                             | Kangta, BoA, TVXQ, Super Junior, Girls' Generation, Shinee, f(x) | [ 38 ]    |
| 21 tháng 6  | Miss Conspirator                                        | 미쓰 GO                                             | Park Chul-kwan                                                            | Go Hyun-jung, Yoo Hae-jin | [ 39 ]    |
| 21 tháng 6  | The Suck Up Project: Mr. XXX-Kisser                     | 아부의 왕                                           | Jeong Seung-koo                                                           | Song Sae-byeok, Sung Dong-il | [ 40 ]    |
| 21 tháng 6  | Two Weddings and a Funeral                              | 두 번의 결혼식과 한 번의 장례식                     | Kim Jho Kwang-soo                                                         | Kim Dong-yoon, Ryu Hyun-kyung | [ 41 ]    |
| 5 tháng 7   | Deranged                                                | 연가시                                              | Park Jung-woo                                                             | Kim Myung-min, Moon Jung-hee, Kim Dong-wan | [ 42 ]    |
| 12 tháng 7  | Bloody Fight in Iron-Rock Valley                        | 철암계곡의 혈투                                     | Ji Ha-jean                                                                | Lee Moo-saeng, Yun Sang-hwa |           |
| 12 tháng 7  | Dangerously Excited                                     | 나는 공무원이다                                     | Koo Ja-hong                                                               | Yoon Je-moon, Sung Joon | [ 43 ]    |
| 12 tháng 7  | Sex, Lies, and Videotape                                | 섹스 거짓말 그리고 비디오 테이프                    | Bong Man-dae                                                              | Lee Moo-saeng, Go Soo-hee, Shim Jae-kyoon |           |
| 12 tháng 7  | The Sleepless                                           | 두 개의 달                                          | Kim Dong-bin                                                              | Park Han-byul, Kim Ji-seok, Park Jin-joo | [ 44 ]    |
| 12 tháng 7  | Venus in Furs                                           | 모피를 입은 비너스                                  | Song Yae-sup                                                              | Seo Jung, Baek Hyun-jin |           |
| 19 tháng 7  | A Millionaire on the Run                                | 5백만불의 사나이                                    | Kim Ik-ro                                                                 | Park Jin-young, Jo Sung-ha, Min Hyo-rin | [ 45 ]    |
| 19 tháng 7  | Ukulele Love Together                                   | 우쿨렐레 사랑모임                                   | No Hyo-doo                                                                | Kim Ki-in, Oh Kyoung-ho, Lee Kook-pyo, Jo Mi-hwa, Kwak Sin-young | [ 46 ]    |
| 25 tháng 7  | Horror Stories                                          | 무서운 이야기                                       | Min Kyu-dong, Im Dae-woong, Jung Bum-sik, Hong Ji-young, Kim Gok, Kim Sun | ("Beginning") Kim Ji-won, Yoo Yeon-seok ("Endless Flight") Choi Yoon-young, Jin Tae-hyun ("Don't Answer to the Door") Kim Hyun-soo, Noh Kang-min ("Secret Recipe") Nam Bo-ra, Jung Eun-chae, Bae Soo-bin ("Ambulance on the Death Zone") Kim Ye-won, Kim Ji-young, Jo Han-cheol | [ 47 ]    |
| 25 tháng 7  | Padak                                                   | 파닥파닥                                            | Lee Dae-hee                                                               | Kim Hyun-ji, Ahn Young-mi | [ 46 ]    |
| 25 tháng 7  | The Thieves                                             | 도둑들                                              | Choi Dong-hoon                                                            | Kim Yoon-seok, Lee Jung-jae, Kim Hye-soo, Jun Ji-hyun | [ 48 ]    |
| 26 tháng 7  | An Escalator in World Order                             | 미국의 바람과 불                                    | Kim Kyung-man                                                             | |           |
| 27 tháng 7  | Seo Taiji Record of the 8th - 398                       | 서태지 8집: 398일의 기록                            | Seo Taiji                                                                 | Seo Taiji, Shim Eun-kyung (dẫn chuyện) |           |
| 8 tháng 8   | AV Idol                                                 | AV아이돌                                            | Hideo Jojo                                                                | Yui Tatsumi, Yeo Min-jeong |           |
| 8 tháng 8   | Chubby Revolution                                       | 통통한 혁명                                         | Min Du-sik                                                                | Lee So-jung, Lee Hyun-jin | [ 49 ]    |
| 8 tháng 8   | The Grand Heist                                         | 바람과 함께 사라지다                                | Kim Joo-ho                                                                | Cha Tae-hyun, Oh Ji-ho | [ 50 ]    |
| 8 tháng 8   | I Am the King                                           | 나는 왕이로소이다                                   | Jang Kyu-sung                                                             | Ju Ji-hoon, Park Yeong-gyu, Baek Yoon-sik, Byun Hee-bong, Kim Su-ro | [ 51 ]    |
| 8 tháng 8   | Pengi and Sommi                                         | 황제펭귄 펭이와 솜이                                | Kim Jin-man, Kim Jae-yeong                                                | Song Joong-ki (dẫn chuyện) | [ 52 ]    |
| 15 tháng 8  | R2B: Return to Base                                     | R2B: 리턴 투 베이스                                 | Kim Dong-won                                                              | Rain, Shin Se-kyung | [ 53 ]    |
| 22 tháng 8  | The Neighbor                                            | 이웃 사람                                           | Kim Hwi                                                                   | Yunjin Kim, Kim Sae-ron, Chun Ho-jin, Kim Sung-kyun | [ 54 ]    |
| 23 tháng 8  | 90 Minutes                                              | 90분                                                | Park Seon-uk                                                              | Joo Sang-wook, Jang Mi-inae |           |
| 23 tháng 8  | Myselves: The Actress No Make-Up Project                | 나 나 나: 여배우 민낯 프로젝트                      | Boo Ji-young, Kim Kkot-bi, Seo Young-ju, Yang Eun-yong                    | Kim Kkot-bi, Seo Young-ju, Yang Eun-yong | [ 55 ]    |
| 29 tháng 8  | The Traffickers                                         | 공모자들                                            | Lee Keun-woo                                                              | Im Chang-jung, Choi Daniel | [ 56 ]    |
| 30 tháng 8  | Project 577                                             | 577 프로젝트                                        | Lee Keun-woo                                                              | Ha Jung-woo, Gong Hyo-jin | [ 57 ]    |
| 30 tháng 8  | The Ugly Duckling                                       | 미운 오리 새끼                                      | Kwak Kyung-taek                                                           | Kim Jun-gu, Oh Dal-su | [ 58 ]    |
| 30 tháng 8  | Young Gun in the Time                                   | 영건 탐정 사무소                                    | Oh Young-doo                                                              | Hong Young-geun, Choi Song-hyun, Bae Yong-geun |           |
| 6 tháng 9   | Grape Candy                                             | 청포도 사탕: 17년 전의 약속                         | Kim Hee-jung                                                              | Park Jin-hee, Park Ji-yoon | [ 59 ]    |
| 6 tháng 9   | Pietà                                                   | 피에타                                              | Kim Ki-duk                                                                | Lee Jung-jin, Jo Min-su | [ 60 ]    |
| 6 tháng 9   | Wedding Scandal                                         | 웨딩스캔들                                          | Shin Dong-yeob                                                            | Kim Min-jun, Kwak Ji-min | [ 61 ]    |
| 13 tháng 9  | Han Kyung-jik                                           | 한경직                                              | Cheon Jeong-hoon                                                          | |           |
| 13 tháng 9  | Masquerade                                              | 광해: 왕이 된 남자                                  | Choo Chang-min                                                            | Lee Byung-hun, Ryu Seung-ryong, Han Hyo-joo | [ 62 ]    |
| 13 tháng 9  | Too Old Hiphop Kid                                      | 투 올드 힙합 키드                                   | Jung Dae-geon                                                             | |           |
| 20 tháng 9  | The Spies                                               | 간첩                                                | Woo Min-ho                                                                | Kim Myung-min, Yum Jung-ah, Byun Hee-bong, Jung Gyu-woon, Yoo Hae-jin | [ 63 ]    |
| 27 tháng 9  | Jinsuk & Me                                             | 깔깔깔 희망버스                                     | Lee Soo-jung                                                              | Kim Yeo-jin |           |
| 3 tháng 10  | Ghost Sweepers                                          | 점쟁이들                                            | Shin Jung-won                                                             | Kim Su-ro, Lee Je-hoon, Kang Ye-won, Kwak Do-won | [ 64 ]    |
| 11 tháng 10 | A Company Man                                           | 회사원                                              | Im Sang-yoon                                                              | So Ji-sub, Lee Mi-yeon, Kwak Do-won, Kim Dong-jun | [ 65 ]    |
| 11 tháng 10 | Dangerous Liaisons                                      | 위험한 관계                                         | Hur Jin-ho                                                                | Jang Dong-gun, Zhang Ziyi, Cecilia Cheung | [ 66 ]    |
| 11 tháng 10 | Hanaan                                                  | 하나안                                              | Pak Ruslan                                                                | Stanislav Tyan, Bahodir Musaev | [ 67 ]    |
| 11 tháng 10 | SM Town Live in Tokyo Special Edition 3D                | SM타운 라이브 인 도쿄 스페셜 에디션 3D              | Yoo Ho-jin                                                                | BoA, TVXQ, Super Junior, Girls' Generation, Shinee |           |
| 11 tháng 10 | Star                                                    | 스타: 빛나는 사랑                                   | Han Sang-hee                                                              | Hwanhee, Kim Soo-yeon |           |
| 18 tháng 10 | Bittersweet Joke                                        | 미쓰 마마                                           | Paik Yeon-ah                                                              | Choi Hyoung-sook, Kim Hyun-jin |           |
| 18 tháng 10 | The Great Flight                                        | 위대한 비행                                         | Chin Jae-un                                                               | |           |
| 18 tháng 10 | INFINITE Concert Second Invasion Evolution The Movie 3D | 인피니트 콘서트 세컨드 인베이전 에볼루션 더 무비 3D | Son Seok                                                                  | Infinite |           |
| 18 tháng 10 | Mac Korea                                               | 맥코리아                                            | Kim Hyeong-ryeo                                                           | |           |
| 18 tháng 10 | Perfect Number                                          | 용의자 X                                            | Bang Eun-jin                                                              | Ryoo Seung-bum, Lee Yo-won, Cho Jin-woong | [ 68 ]    |
| 18 tháng 10 | Remembrance of MB                                       | MB의 추억                                           | Kim Jae-hwan                                                              | |           |
| 19 tháng 10 | Beating Woman                                           | 패는 여자                                           | Kim Choon-sik                                                             | Joo Joo-hyeon, Jeon Se-hyeon | [ 69 ]    |
| 25 tháng 10 | Almost Che                                              | 강철대오: 구국의 철가방                             | Yook Sang-hyo                                                             | Kim In-kwon, Yoo Da-in, Jo Jung-suk, Park Chul-min | [ 70 ]    |
| 25 tháng 10 | Barbie                                                  | 바비                                                | Lee Sang-woo                                                              | Lee Chun-hee, Kim Sae-ron | [ 71 ]    |
| 25 tháng 10 | Circle of Crime - Director's Cut                        | 비정한 도시                                         | Kim Mun-heum                                                              | Kim Suk-hoon, Jo Sung-ha, Seo Young-hee, Lee Ki-young |           |
| 25 tháng 10 | A House with a View                                     | 전망좋은 집                                         | Lee Soo-sung                                                              | Kwak Hyun-hwa, Ha Na-kyoung |           |
| 25 tháng 10 | Open to You                                             | 부귀영화                                            | In Jin-mee                                                                | Lee Yuly, Park Hae-rin |           |
| 31 tháng 10 | The Peach Tree                                          | 복숭아나무                                          | Ku Hye-sun                                                                | Ryu Deok-hwan, Cho Seung-woo, Nam Sang-mi | [ 72 ]    |
| 31 tháng 10 | A Werewolf Boy                                          | 늑대 소년                                           | Jo Sung-hee                                                               | Song Joong-ki, Park Bo-young | [ 73 ]    |
| 1 tháng 11  | Dirty Blood                                             | 나쁜 피                                             | Kang Hyo-jin                                                              | Yoon Joo, Im Dae-il | [ 74 ]    |
| 1 tháng 11  | The Window                                              | 창                                                  | Yeon Sang-ho                                                              | Lee Hwan, Lee Su-hyung | [ 75 ]    |
| 8 tháng 11  | Confession of Murder                                    | 내가 살인범이다                                     | Jung Byung-gil                                                            | Jung Jae-young, Park Si-hoo | [ 74 ]    |
| 8 tháng 11  | Modern Family                                           | 가족 시네마                                         | Shin Su-won; Hong Ji-young; Lee Soo-youn; Kim Sung-ho                     | ("Circleline") Jung In-gi ("E.D. 571") Sunwoo Sun ("In Good Company") Lee Myung-haeng ("Star Shaped Stain") Kim Ji-young | [ 76 ]    |
| 8 tháng 11  | Touch                                                   | 터치                                                | Min Byung-hun                                                             | Kim Ji-young, Yoo Jun-sang | [ 77 ]    |
| 15 tháng 11 | Code Name: Jackal                                       | 자칼이 온다                                         | Bae Hyoung-jun                                                            | Kim Jaejoong, Song Ji-hyo | [ 78 ]    |
| 15 tháng 11 | Going South                                             | 남쪽으로 간다                                       | Leesong Hee-il                                                            | Kim Jae-heung, Chun Shin-hwan | [ 79 ]    |
| 15 tháng 11 | Natural Burials                                         | 수목장                                              | Park Kwang-chun                                                           | Lee Young-ah, On Joo-wan, Park Soo-jin |           |
| 15 tháng 11 | Suddenly, Last Summer                                   | 지난여름, 갑자기                                    | Leesong Hee-il                                                            | Kim Young-jae, Han Joo-wan | [ 79 ]    |
| 15 tháng 11 | White Night                                             | 백야                                                | Leesong Hee-il                                                            | Won Tae-hee, Lee Yi-kyung | [ 79 ]    |
| 15 tháng 11 | The Winter of the Year Was Warm                         | 내가 고백을 하면                                    | David Cho                                                                 | Kim Tae-woo, Ye Ji-won | [ 80 ]    |
| 22 tháng 11 | All Bark, No Bite                                       | 개들의 전쟁                                         | Cho Byeong-ok                                                             | Kim Mu-yeol, Jin Seon-kyu |           |
| 22 tháng 11 | Don't Cry Mommy                                         | 돈 크라이 마미                                      | Kim Yong-han                                                              | Yoo Sun, Nam Bo-ra, Yu Oh-seong | [ 81 ]    |
| 22 tháng 11 | In Between                                              | 사이에서                                            | Min Du-sik, Eo ll-seon                                                    | ("Time to Leave") Hwang Soo-jung, Ki Tae-young ("Mineral Water") Park Chul-min, Chun Woo-hee |           |
| 22 tháng 11 | Juvenile Offender                                       | 범죄소년                                            | Kang Yi-kwan                                                              | Seo Young-joo, Lee Jung-hyun | [ 82 ]    |
| 22 tháng 11 | National Security                                       | 남영동 1985                                         | Chung Ji-young                                                            | Park Won-sang, Lee Geung-young | [ 83 ]    |
| 22 tháng 11 | Turn It Up to Eleven 2: Wild Days                       | 반드시 크게 들을 것 2: Wild Days                    | Baek Seung-hwa                                                            | Galaxy Express |           |
| 22 tháng 11 | Woosoossi                                               | 철가방 우수씨                                       | Yoon Hak-ryul                                                             | Choi Soo-jong, Gi Ju-bong |           |
| 29 tháng 11 | 26 Years                                                | 26년                                                | Cho Geun-hyun                                                             | Jin Goo, Han Hye-jin, Bae Soo-bin, Im Seulong | [ 84 ]    |
| 29 tháng 11 | Knock                                                   | 노크                                                | Lee Joo-heon                                                              | Seo Woo, Kim Hyun-sung, Joo Min-ha | [ 85 ]    |
| 29 tháng 11 | Tone-deaf Clinic                                        | 음치클리닉                                          | Kim Jin-young                                                             | Park Ha-sun, Yoon Sang-hyun | [ 86 ]    |
| 6 tháng 12  | Ari Ari The Korean Cinema                               | 영화판                                              | Heo Chul                                                                  | Chung Ji-young, Yoon Jin-seo | [ 87 ]    |
| 6 tháng 12  | My PS Partner                                           | 나의 P.S. 파트너                                    | Baek Sung-hyun                                                            | Ji Sung, Kim Ah-joong | [ 88 ]    |
| 6 tháng 12  | Paradox Circle                                          | 네모난원                                            | Kim Seong-hoon                                                            | Kim Jeong-hak, Kim Jeong-wook, Han Yeo-woon |           |
| 6 tháng 12  | Role Play                                               | 롤플레이                                            | Baek Sang-yeol                                                            | Lee Dong-gyu, Kim Jin-sun |           |
| 13 tháng 12 | China Blue                                              | 차이나 블루                                         | Kim Geon                                                                  | Baek Sung-hyun, Kim Joo-young, Jung Joo-yeon | [ 89 ]    |
| 19 tháng 12 | Love 911                                                | 반창꼬                                              | Jeong Gi-hun                                                              | Go Soo, Han Hyo-joo | [ 90 ]    |
| 19 tháng 12 | Marrying the Mafia 5: Return of the Family              | 가문의 영광5 - 가문의 귀환                          | Jeong Yong-ki                                                             | Jung Joon-ho, Kim Min-jung | [ 91 ]    |
| 19 tháng 12 | The Tower                                               | 타워                                                | Kim Ji-hoon                                                               | Sol Kyung-gu, Son Ye-jin, Kim Sang-kyung | [ 92 ]    |
| 28 tháng 12 | Day Trip                                                | 청출어람                                            | Park Chan-wook, Park Chan-kyong                                           | Song Kang-ho, Jeon Hyo-jung | [ 93 ]    |